# Pastorační asistent
Pastorační asistent nebo pastorační asistentka je laik (osoba nemající žádné svěcení), který se jako zaměstnanec církve podílí na pastoraci, například jako katecheta nebo v oblasti charitní péče. Může, ale nemusí mít teologické vzdělání.
V České republice službu pastoračních asistentů využívá vedle Římskokatolické církve také Starokatolická církev v ČR.